# 18A busz (Nyíregyháza)
A nyíregyházi 18A jelzésű autóbusz Vasútállomás és TESCO áruház végállomások között közlekedik.

## A 18-as autóbuszvonal
Korábban a 18-as busz csak a TESCO áruházig közlekedett, de ezt később meghosszabbították az Örökösföldig, majd ezzel egy időben létrejött a 18A jelzésű busz, amely a korábbi 18-ashoz hasonló módon jár (csak a TESCO áruházig). Az alapjárat csak szombati napokon jár, egyébként csak a 18A busszal lehet utazni. Hasonló útvonalon jár a 7-es jelzésű busz is, de ez csak a Jósavárosig közlekedik.

### Közlekedés
A vonalon Credo EN 9,5, Ikarus 260, Ikarus 263, Ikarus 280, Ikarus C80, Ikarus 412, Ikarus 415, Solaris Urbino 12 és Solaris Urbino 15 típusú járművek közlekednek.
 
Az autóbusz munkanapokon 40-90 percenként, szombaton csak 1 alkalommal, vasárnap pedig 40 percenként közlekedik. Csütörtöki és pénteki munkanapokon további 2 járat indul a késő esti órákban.

## Útvonala
| TESCO áruház felé |
| --- |
| Vasútállomás vá. – Állomás tér – Petőfi utca – Széchenyi utca – Országzászló tér – Zrínyi Ilona utca – Luther utca – Kossuth tér – Bocskai utca – Hunyadi utca – Vay Ádám körút – Dózsa György utca – Pazonyi tér – Korányi Frigyes utca – Kosbor utca – TESCO áruház vá. |

| Vasútállomás felé |
| --- |
| TESCO áruház vá. – Kosbor utca – Korányi Frigyes utca – Pazonyi tér – Dózsa György utca – Vay Ádám körút – Hunyadi utca – Bocskai utca – Kossuth tér – Luther utca – Zrínyi Ilona utca – Országzászló tér – Széchenyi utca – Petőfi utca – Állomás tér – Vasútállomás vá. |

## Megállóhelyei
| 18A (Vasútállomás – Országzászló tér – Vay Ádám körút – Dózsa György utca – Jósaváros – TESCO áruház) |                                |      |                                                               |
| Perc                                                                                                  | Megálló neve                   | Perc | Átszállási lehetőségek                                        |
| 0 | Vasútállomás                   | 19   | 1, 1A, 6, 7, 8, 8A, 10, 12, 14, 14F, 16, 18, H31X, H31Y       |
| 2 | Toldi utca                     | 16   | 7, 8, 8A, 10, 18, 40, H33, H40                                |
| 3 | Szabolcs utca                  | 15   | 3, 7, 8, 8A, 10, 18, 24, 40, H31, H33, H40                    |
| 4 | Országzászló tér               | 14   | 3, 7, 18, 24, H40                                             |
| 6 | Luther utca                    | –    | 7, 13, 15, 18                                                 |
| – | Városi Bíróság                 | 12   | 7, 18                                                         |
| 9 | Bujtos utca                    | 10   | 2, 2Y, 4, 4Y, 5, 5A, 7, 11, 13, 15, 18, 23, 23G, H32          |
| 11 | Kodály Zoltán Általános Iskola | 9    | 2, 2Y, 4, 4Y, 5, 5A, 7, 11, 13, 15, 17, 17T, 18, 23, 23G, H32 |
| 13 | Nyár utca                      | 7    | 5, 5A, 7, 14, 14F, 15, 18, H33                                |
| – | Pazonyi tér                    | 6    | 5, 5A, 7, 14, 14F, 15, 18, H33                                |
| 15 | Szabolcs Volán Zrt.            | 4    | 5, 5A, 7, 12, 14, 14F, 15, 18, H33                            |
| 16 | Jósavárosi piac                | 3    | 5, 5A, 7, 12, 14, 14F, 15, 18, H33                            |
| – | Jósavárosi templom             | 2    | 5, 5A, 7, 12, 14, 14F, 15, 18, H33                            |
| 19 | TESCO áruház                   | 0    | 18, H33                                                       |

## Külső hivatkozások
- A 18-as buszok menetrendje
- A járat megjelenítése a térképen
- Nyíregyháza hivatalos honlapja